# Costa de Verano

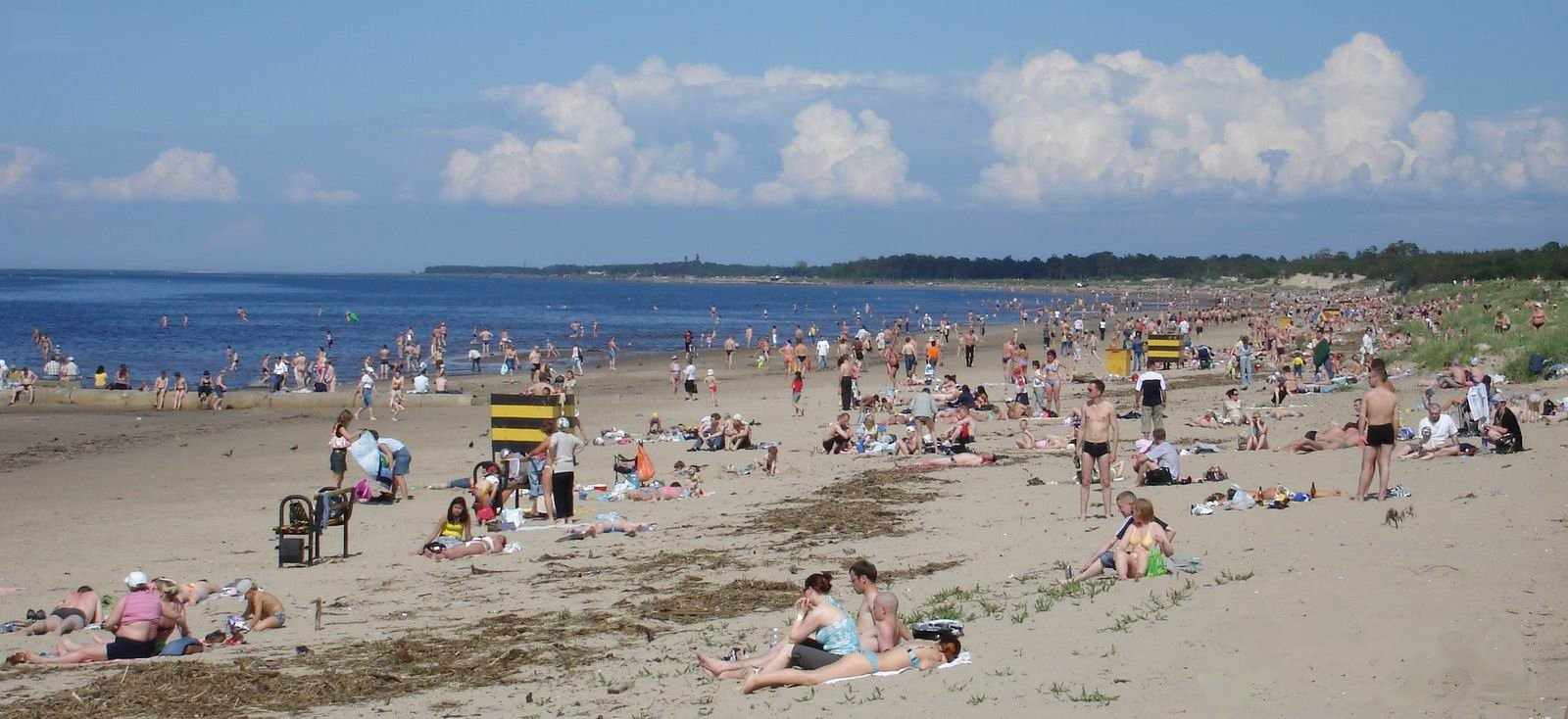
Playa de Yagra

La Costa de Verano (en ruso: Летний Берег, transl.: Letniy Bereg) es un área costera del óblast de Arjánguelsk, en el noroeste de Rusia. 
Está ubicada en el margen occidental de la bahía Dvina, en la península de Onega entre el río Dvina Septentrional y el cabo Ukhtnavolok (mar Blanco). Más adelante, hace frontera con la costa de Invierno. El nombre proviene del hecho de que los costeros (помо́ры, pomory) de la bahía solían pescar en los meses de verano, mientras que en invierno faenaban en la costa vecina.
Administrativamente, la costa es compartida entre el distrito de Primorskiy y la localidad de Severodvinsk. Entre 1940 y 1958 formó parte de Belomorskiy con el centro administrativo en el selo de Pertominsk.
A lo largo del litoral se encuentran las localidades de Nyonoksa, Syuzma, Krasnaya Gora, Pertominsk, Unsky, Yarenga y Lopshenga. El golfo de Una, dentro de la bahía, se extiende a lo largo de 20 km. Una y Luda se encuentran en el interior.
Los primeros pobladores se asentaron en el litoral a partir del siglo XII por los pomory, los cuales faenaron en la zona hasta los años 1990.